# Lista de vitórias da Áustria na Fórmula 1
Relacionamos a seguir as vitórias obtidas pela Áustria no mundial de Fórmula 1 num total de quarenta e uma até o campeonato de 2025.

## Resumo

### Jochen Rindt deu a partida
Ao converterem o Aeroporto Militar de Zeltweg numa pista de Fórmula 1 os austríacos forneceram o palco para a estreia de Jochen Rindt no Grande Prêmio da Áustria disputado em 23 de agosto de 1964 e embora ele tenha abandonado a prova, seu talento veio à luz no ano seguinte ao vencer as 24 Horas de Le Mans junto com o norte-americano Masten Gregory para, em seguida, marcar seus primeiros pontos na Fórmula 1 ao chegar em quarto lugar no Grande Prêmio da Alemanha, país onde nasceu e viveu até que a morte dos pais durante a Segunda Guerra Mundial o levou à Áustria onde residiu com os avós. Sua estreia aconteceu a bordo de um Brabham alugado à equipe de Rob Walker e ao ingressar na Cooper subiu ao pódio com o terceiro lugar na Alemanha em 1966, porém o grande salto de sua carreira aconteceu em 1969 quando foi contratado por Colin Chapman para correr na Lotus onde conseguiu as seis vitórias de sua carreira e onde permaneceu até falecer durante os treinos para o Grande Prêmio da Itália de 1970, todavia sua vantagem na classificação era tamanha que a vitória de Emerson Fittipaldi no Grande Prêmio dos EUA de 1970 fez do austríaco o único campeão mundial de Fórmula 1 a conquistar o título postumamente.
Morto seu ídolo, o torcedor voltou-se para Niki Lauda que estreou pela March na Áustria em 1971 e foi campeão na Ferrarri em 1975 e 1977 tornando-se conhecido ao sobreviver a um gravíssimo acidente em Nürburgring em 1976 e cuja carreira foi marcada por uma "aposentadoria precoce" em 1979 e após três anos voltou às pistas pela McLaren onde foi campeão em 1984 deixando de correr no ano seguinte quando a Áustria já estava representada nas pistas por Gerhard Berger, conhecido por sua amizade com Ayrton Senna. Graças à participação austríaca na Fórmula 1 os alemães tiveram os pilotos do país vizinho como ídolos até o surgimento de Michael Schumacher e mais recentemente de Sebastian Vettel e Nico Rosberg.

### Vitórias em casa
Niki Lauda venceu o Grande Prêmio da Áustria de 1984 no circuito de Österreichring, circuito reformado e renomeado para servir de base à Red Bull Racing.

## Vitórias austríacas por ano
Em contagem atualizada até 2024, a Áustria está há vinte e sete sem vencer na Fórmula 1, perfazendo 518 corridas.
- Ano de 1969

| Grande Prêmio | Circuito     | Data da corrida | Vencedor     | Carro | Motor | Referências  |
| ------------- | ------------ | --------------- | ------------ | ----- | ----- | ------------ |
| EUA           | Watkins Glen | 5 de outubro    | Jochen Rindt | Lotus | Ford  | [ 7 ] [ 11 ] |

- Ano de 1970

| Grande Prêmio | Circuito     | Data da corrida | Vencedor     | Carro | Motor | Referências  |
| ------------- | ------------ | --------------- | ------------ | ----- | ----- | ------------ |
| Mônaco        | Montecarlo   | 10 de maio      | Jochen Rindt | Lotus | Ford  | [ 7 ] [ 12 ] |
| Países Baixos | Zandvoort    | 21 de junho     | Jochen Rindt | Lotus | Ford  | [ 13 ]       |
| França        | Charade      | 5 de julho      | Jochen Rindt | Lotus | Ford  | [ 14 ]       |
| Grã-Bretanha  | Brands Hatch | 18 de julho     | Jochen Rindt | Lotus | Ford  | [ 15 ]       |
| Alemanha      | Hockenheim   | 2 de agosto     | Jochen Rindt | Lotus | Ford  | [ 16 ]       |

- Ano de 1974

| Grande Prêmio | Circuito  | Data da corrida | Vencedor   | Carro   | Motor   | Referências |
| ------------- | --------- | --------------- | ---------- | ------- | ------- | ----------- |
| Espanha       | Jarama    | 28 de abril     | Niki Lauda | Ferrari | Ferrari | [ 17 ]      |
| Países Baixos | Zandvoort | 23 de junho     | Niki Lauda | Ferrari | Ferrari | [ 18 ]      |

- Ano de 1975

| Grande Prêmio | Circuito     | Data da corrida | Vencedor   | Carro   | Motor   | Referências |
| ------------- | ------------ | --------------- | ---------- | ------- | ------- | ----------- |
| Mônaco        | Montecarlo   | 11 de maio      | Niki Lauda | Ferrari | Ferrari | [ 19 ]      |
| Bélgica       | Zolder       | 25 de maio      | Niki Lauda | Ferrari | Ferrari | [ 20 ]      |
| Suécia        | Anderstorp   | 8 de junho      | Niki Lauda | Ferrari | Ferrari | [ 21 ]      |
| França        | Paul Ricard  | 6 de julho      | Niki Lauda | Ferrari | Ferrari | [ 22 ]      |
| EUA           | Watkins Glen | 5 de outubro    | Niki Lauda | Ferrari | Ferrari | [ 23 ]      |

- Ano de 1976

| Grande Prêmio | Circuito     | Data da corrida | Vencedor   | Carro   | Motor   | Referências |
| ------------- | ------------ | --------------- | ---------- | ------- | ------- | ----------- |
| Brasil        | Interlagos   | 25 de janeiro   | Niki Lauda | Ferrari | Ferrari | [ 24 ]      |
| África do Sul | Kyalami      | 6 de março      | Niki Lauda | Ferrari | Ferrari | [ 25 ]      |
| Bélgica       | Zolder       | 16 de maio      | Niki Lauda | Ferrari | Ferrari | [ 26 ]      |
| Mônaco        | Montecarlo   | 30 de maio      | Niki Lauda | Ferrari | Ferrari | [ 27 ]      |
| Grã-Bretanha  | Brands Hatch | 18 de julho     | Niki Lauda | Ferrari | Ferrari | [ 28 ]      |

- Ano de 1977

| Grande Prêmio | Circuito   | Data da corrida | Vencedor   | Carro   | Motor   | Referências |
| ------------- | ---------- | --------------- | ---------- | ------- | ------- | ----------- |
| África do Sul | Kyalami    | 5 de março      | Niki Lauda | Ferrari | Ferrari | [ 29 ]      |
| Alemanha      | Hockenheim | 31 de julho     | Niki Lauda | Ferrari | Ferrari | [ 30 ]      |
| Países Baixos | Zandvoort  | 28 de agosto    | Niki Lauda | Ferrari | Ferrari | [ 31 ]      |

- Ano de 1978

| Grande Prêmio | Circuito   | Data da corrida | Vencedor   | Carro   | Motor      | Referências |
| ------------- | ---------- | --------------- | ---------- | ------- | ---------- | ----------- |
| Suécia        | Anderstorp | 17 de junho     | Niki Lauda | Brabham | Alfa Romeo | [ 32 ]      |
| Itália        | Monza      | 10 de setembro  | Niki Lauda | Brabham | Alfa Romeo | [ 33 ]      |

- Ano de 1982

| Grande Prêmio | Circuito     | Data da corrida | Vencedor   | Carro   | Motor | Referências |
| ------------- | ------------ | --------------- | ---------- | ------- | ----- | ----------- |
| Oeste dos EUA | Long Beach   | 4 de abril      | Niki Lauda | McLaren | Ford  | [ 34 ]      |
| Grã-Bretanha  | Brands Hatch | 18 de julho     | Niki Lauda | McLaren | Ford  | [ 35 ]      |

- Ano de 1984

| Grande Prêmio | Circuito       | Data da corrida | Vencedor   | Carro   | Motor       | Referências |
| ------------- | -------------- | --------------- | ---------- | ------- | ----------- | ----------- |
| África do Sul | Kyalami        | 7 de abril      | Niki Lauda | McLaren | TAG/Porsche | [ 36 ]      |
| França        | Dijon-Prenois  | 20 de maio      | Niki Lauda | McLaren | TAG/Porsche | [ 37 ]      |
| Grã-Bretanha  | Brands Hatch   | 22 de julho     | Niki Lauda | McLaren | TAG/Porsche | [ 38 ]      |
| Áustria       | Österreichring | 19 de agosto    | Niki Lauda | McLaren | TAG/Porsche | [ 39 ]      |
| Itália        | Monza          | 9 de setembro   | Niki Lauda | McLaren | TAG/Porsche | [ 40 ]      |

- Ano de 1985

| Grande Prêmio | Circuito  | Data da corrida | Vencedor   | Carro   | Motor       | Referências |
| ------------- | --------- | --------------- | ---------- | ------- | ----------- | ----------- |
| Países Baixos | Zandvoort | 25 de agosto    | Niki Lauda | McLaren | TAG/Porsche | [ 41 ]      |

- Ano de 1986

| Grande Prêmio | Circuito         | Data da corrida | Vencedor       | Carro    | Motor | Referências |
| ------------- | ---------------- | --------------- | -------------- | -------- | ----- | ----------- |
| México        | Cidade do México | 12 de outubro   | Gerhard Berger | Benetton | BMW   | [ 42 ]      |

- Ano de 1987

| Grande Prêmio | Circuito | Data da corrida | Vencedor       | Carro   | Motor   | Referências |
| ------------- | -------- | --------------- | -------------- | ------- | ------- | ----------- |
| Japão         | Suzuka   | 1º de novembro  | Gerhard Berger | Ferrari | Ferrari | [ 43 ]      |
| Austrália     | Adelaide | 15 de novembro  | Gerhard Berger | Ferrari | Ferrari | [ 44 ]      |

- Ano de 1988

| Grande Prêmio | Circuito | Data da corrida | Vencedor       | Carro   | Motor   | Referências |
| ------------- | -------- | --------------- | -------------- | ------- | ------- | ----------- |
| Itália        | Monza    | 11 de setembro  | Gerhard Berger | Ferrari | Ferrari | [ 45 ]      |

- Ano de 1989

| Grande Prêmio | Circuito | Data da corrida | Vencedor       | Carro   | Motor   | Referências |
| ------------- | -------- | --------------- | -------------- | ------- | ------- | ----------- |
| Portugal      | Estoril  | 24 de setembro  | Gerhard Berger | Ferrari | Ferrari | [ 46 ]      |

- Ano de 1991

| Grande Prêmio | Circuito | Data da corrida | Vencedor       | Carro   | Motor | Referências |
| ------------- | -------- | --------------- | -------------- | ------- | ----- | ----------- |
| Japão         | Suzuka   | 20 de outubro   | Gerhard Berger | McLaren | Honda | [ 47 ]      |

- Ano de 1992

| Grande Prêmio | Circuito | Data da corrida | Vencedor       | Carro   | Motor | Referências |
| ------------- | -------- | --------------- | -------------- | ------- | ----- | ----------- |
| Canadá        | Montreal | 14 de junho     | Gerhard Berger | McLaren | Honda | [ 48 ]      |
| Austrália     | Adelaide | 8 de novembro   | Gerhard Berger | McLaren | Honda | [ 49 ]      |

- Ano de 1994

| Grande Prêmio | Circuito   | Data da corrida | Vencedor       | Carro   | Motor   | Referências   |
| ------------- | ---------- | --------------- | -------------- | ------- | ------- | ------------- |
| Alemanha      | Hockenheim | 31 de julho     | Gerhard Berger | Ferrari | Ferrari | [ 50 ] [ 51 ] |

- Ano de 1997

| Grande Prêmio | Circuito   | Data da corrida | Vencedor       | Carro    | Motor   | Referências |
| ------------- | ---------- | --------------- | -------------- | -------- | ------- | ----------- |
| Alemanha      | Hockenheim | 27 de julho     | Gerhard Berger | Benetton | Renault | [ 52 ]      |

## Vitórias por equipe
- Ferrari: 20
- McLaren: 11
- Lotus: 6
- Brabham: 2
- Benetton: 2